# Castell de Gallifa
El castell de Gallifa és una obra del municipi de Gallifa (Vallès Occidental) declarada bé cultural d'interès nacional. És un petita fortificació que fou el centre històric i jurisdiccional del terme a l'edat mitjana i que està formada per la fortificació i la capella, actualment coneguda com a Santuari de la Mare de Déu de l'Ecologia.

## Castell

### Descripció
El castell de Gallifa era un planell fortificat per muralles i un portal. Adossada hi ha l'església fortificada de Santa Maria del Castell. Del castell, actualment només queden restes de les muralles que encerclaven el cim on es troben la capella de santa Maria i restes d'altres edificacions. A l'extrem de ponent hi ha una torre quadrangular, de la qual es conserven dos pisos amb volta i un tercer enderrocat. En l'angle oest de l'església s'observen una sèrie d'estructures, que semblen correspondre a un nou pany de muralla que delimitaria el conjunt superior. Vers l'angle NE del planell hi ha més estructures residencials, adossades a les muralles.

### Història

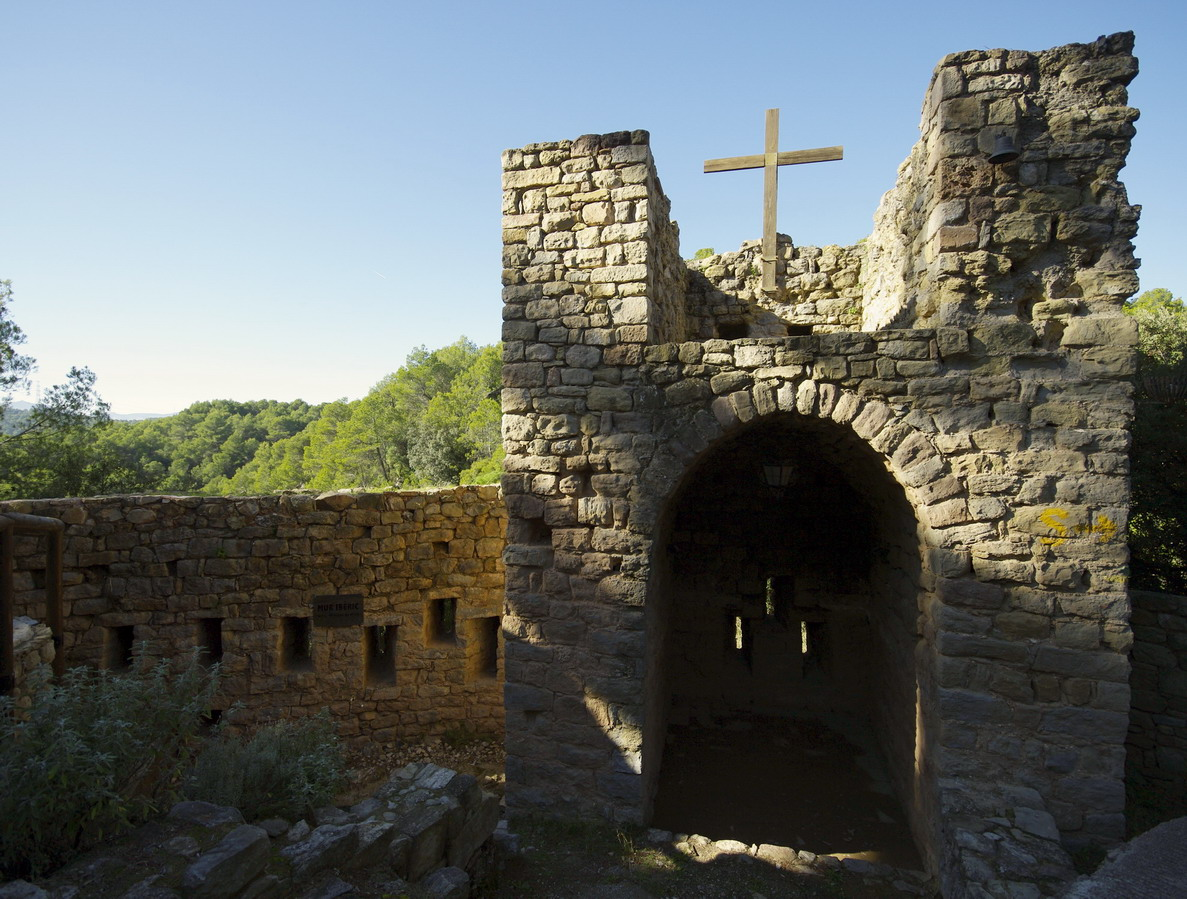
Santa Maria del Castell, actualment Església de la Mare de Déu de l'Ecologia (2008)

En recents excavacions han aparegut unes muralles ibèriques datades al segle viii aC, que indiquen una ocupació estable del territori.
És un castell termenat documentat el 999 en un document de venda feta pel comte de Barcelona al vicari Bonfill. Originàriament pertanyia a la Casa Comtal de Barcelona. Possessió comtal, fou l'origen d'un llinatge cognomenat Gallifa, nom que varen adoptar del castell. Són coneguts des del 1060 amb un Ramon, fill d'Adaltrudis, casat amb Rodlendis. El succeí el seu fill Bernat Ramon de Gallifa, que era també castlà del castell de Clarà, a Moià. Mort Bernat Ramon, entorn del 1115, el van heretar els seus fills Ramon Bernat, que s'intitulà també de Maçanet, i Rodlendis, casada amb Guillem Humbert de Rocafort. S'estableix un condomini entre les famílies Gallifa-Maçanet i els Rocafort. El primogènit dels Gallifa transferí al Ramon Berenguer IV el castell, i continuà essent castlà.
L'any 1160 fou venut o infeudat als Rocafort i l'any 1357 el rei Pere III transferí l'omnímoda jurisdicció dels castells de Gallifa, Montmany i el Figueró a Ramon de Centelles. El 1551, el baró de Centelles mateix investí els nous esposos com a senyors del castell. Un dia més tard, la fortalesa fou venuda a Joan Girbau. L'any 1596 els Girbau traspassen el domini a la família Taiadella. El segle xviii la propietat tornarà als Girbau.
El castell va perdre el seu caràcter de fortalesa al segle xvi per esdevenir només el centre de la parròquia de Santa Maria del Castell a partir dels segles següents, com a sufragània de la parròquia de Sant Pere i Sant Feliu.
L'any 1985, a causa del seu estat ruïnós fou enderrocat l'edifici de planta rectangular situat entre la capella i la torre de planta semicircular.

## Santuari

### Descripció

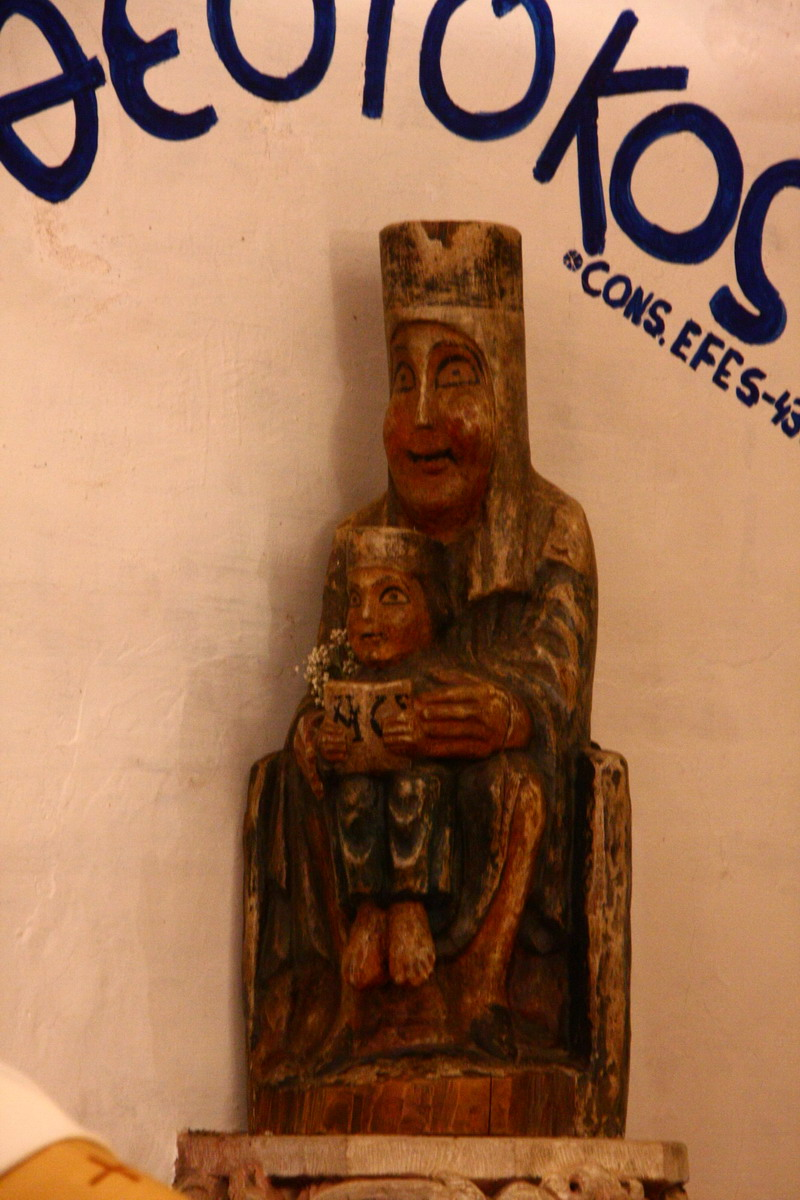
Mare de Déu de l'Ecologia (s.XI)

La Capella de santa Maria és una església romànica edificada a redós del castell, entre les antigues dependències, i una torre de defensa. Es conserva part de la volta de canó, l'absis rodó, que forma gairebé una torre de muralla on hi destaquen les arcuacions llombardes. També hi ha restes d'una finestra de mig punt. És un Santuari de l'Ecologia.
És un edifici senzill d'una sola nau rectangular, coberta amb volta de canó seguit, amb absis semicircular cobert amb volta de quart d'esfera. L'alçada de l'edifici fa el doble del que és habitual doncs es construí com a fortificació amb espitlleres que constituïa un últim recurs de la resistència dels habitants del castell. Tan sols té tres finestres obertes als murs oest i sud i a l'absis, totes d'arc de mig punt i doble esqueixada. La porta d'entrada és al mur sud, i també en aquest mur s'alça el campanar, de paret i de dos ulls. L'exterior de l'església presenta un sol element decoratiu: les arcuacions cegues i les bandes llombardes de la part baixa de l'absis.

### Història
És del segle xi, està construïda al punt més alt de la plana interior del castell a 642 m d'altitud. i el primer esment documentat és de l'any 1060. L'any 1078 consta com a parròquia. S'observen diverses etapes constructives. L'absis s'adapta plenament al romànic llombard segle xi). La datació de la nau no és tant precisa, no té ornaments, però per l'aparell dels murs es pot datar a cavall entre els segles xi i xii. El sobre-alçament dels murs podria correspondre a una ampliació del segle xii.
Hi ha notícies documentals de l'any 1670 d'obres de restauració o reconstrucció. Fins al 1860 fou parròquia d'una part del terme, funció que compartia amb l'església de Gallifa. L'any 1868, amb la reorganització parroquial, perd la funció de parròquia i passa a dependre de Sant Sebastià de Montmajor. L'any 1924, com que l'edifici amenaçava ruïna, es va baixar la Mare de Déu (segle xix)a Gallifa. Tot seguit, s'aprofità bona part del material de la teulada per a reparar la parròquia de Sant Pere i Sant Feliu. La imatge de la mare de Déu, es va fer malbé durant la guerra civil espanyola (1936-1939). L'any 1985 va ser consolidada i restaurada, i es va dedicar al culte sota l'advocació de la Mare de Déu de l'Ecologia.
El 1985, el rector de Gallifa, mossèn Josep Dalmau, inicià la reconstrucció de l'ermita romànica. Al no disposar d'una imatge per a l'ermita, el col·leccionista Jesús Prujà li oferí una imatge de talla d'una Mare de Déu del segle xi, que havia trobat a les golfes d'una masia dels voltants d'Olot. D'aquesta imatge no se'n coneix ni el nom ni l'origen. Mossèn Dalmau l'acceptà, rebatejant-la amb l'advocació de la Mare de Déu de l'Ecologia.
Un cop restaurada l'església, l'indret fou convertit en un espai d'encontre i defensa dels valors ecològics des d'una perspectiva cristiana. A l'interior del perímetre de l'antic castell hi ha un parc amb multitud d'icones evocatives dels valors de l'ecologia i el muntanyisme.